# Euderomphale gomer
Euderomphale gomer is een vliesvleugelig insect uit de familie Eulophidae. De wetenschappelijke naam is voor het eerst geldig gepubliceerd in 2003 door LaSalle & Hernández.